# Trabalhismo brasileiro
O trabalhismo brasileiro, também chamado de nacional trabalhismo ou simplesmente trabalhismo, é uma cultura política do Brasil baseada na integração da classe trabalhadora ao desenvolvimento do Estado nacional. Iniciou-se a partir do getulismo, movimento criado em torno de Getúlio Vargas, presidente do país pela primeira vez de 1930 até 1945 e posteriormente de 1951 até 1954, mas se formalizou com a fundação do Partido Trabalhista Brasileiro.  
Ao longo do tempo, o trabalhismo se alinhou com princípios que combinavam com sua prática histórica. Para a identidade política, o nacionalismo sempre se fez presente. Na economia, o desenvolvimentismo foi praticado pelos governos trabalhistas. O socialismo democrático e a social-democracia também são correntes que o trabalhismo se apropriou.

## Origens
As origens do Trabalhismo brasileiro são resultado de uma confluência de movimentos e correntes políticas que se desenvolveram ao longo do final do século XIX e início do século XX, marcando a transição do Brasil de uma sociedade monárquica para uma república modernizadora. Esse processo pode ser entendido a partir de uma sequência cronológica de influências:

### Castilhismo positivista

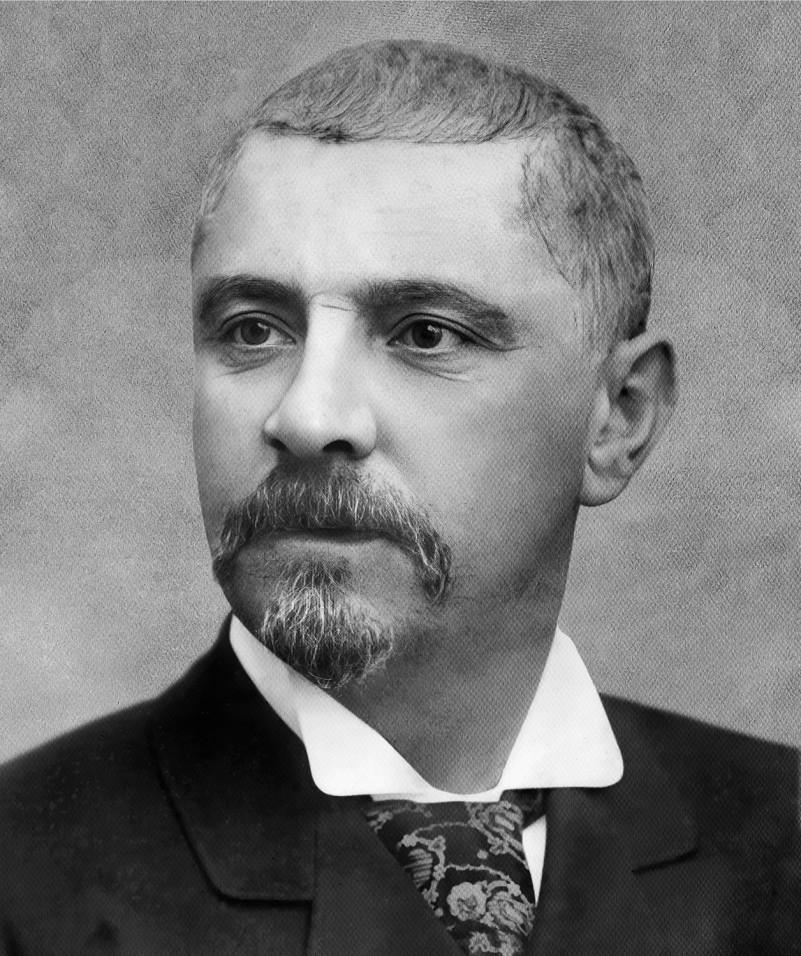
Júlio de Castilhos, fundador do PRR

No final do século XIX, o Partido Republicano Rio-Grandense (PRR), fundado por Júlio de Castilhos, inseriu-se num contexto político permeado pelas lutas abolicionistas. Embora o movimento abolicionista estivesse centrado no fim da escravidão – concluído com a promulgação da Lei Áurea em 1888 – as transformações sociais que ele impulsionou contribuíram para a renovação dos arranjos políticos. O PRR, que congregava setores radicais do abolicionismo que se opunham simultaneamente ao monarquismo dos saquaremas e ao parlamentarismo dos luzias serviu de laboratório para a experimentação de novas formas de organização política e, posteriormente, para a articulação de ideias que viriam a influenciar o trabalhismo.
O castilhismo emergiu como uma reinterpretação regional do positivismo de Auguste Comte no Rio Grande do Sul. Júlio de Castilhos, influenciado pelo pensamento comtiano, adaptou os ideais de ordem, moralidade e tutela estatal às necessidades locais, defendendo um modelo federalista que priorizava a centralização do poder executivo e a virtude do governante. Essa filosofia, posteriormente consolidada e perpetuada por Borges de Medeiros, fundamentava a ideia de que a modernização e o progresso social dependiam da ação decisiva de um líder virtuoso, capaz de superar o “obscurantismo” do passado e promover o bem comum. Getúlio Vargas, gaúcho, foi diretamente influenciado pelo castilhismo positivista. 

### Nacionalismo de Oliveira Viana
No início do século XX, o pensamento de Oliveira Vianna exerceu papel relevante na construção de um discurso nacionalista que buscava integrar as diversas dimensões da sociedade brasileira. Suas ideias enfatizavam a necessidade de fortalecer a identidade e a unidade nacional, oferecendo uma base ideológica para a intervenção estatal e para a promoção do progresso coletivo e o realismo político. Essa perspectiva nacionalista dialogaria mais tarde com as propostas trabalhistas, reforçando a imagem do Estado como guardião dos interesses da nação. De acordo com Ricardo Vélez Rodríguez, são as teses de Oliveira Vianna que levariam o jovem Getúlio Vargas de uma perspectiva menos regionalista, herdada do castilhismo, para um projeto mais nacionalista. Já na Era Vargas, Viana se torna um dos principais juristas inspiradores da CLT.

### Revoltas da Primeira República
Com o avanço da industrialização no início do século XX, tanto o cenário mundial quanto o nacional foram marcados por intensas greves e mobilizações operárias. As duras condições de trabalho e as demandas por melhores direitos sociais estimularam uma pressão crescente sobre o Estado para que este interviesse na resolução dos conflitos de classe. Esse ambiente de agitação social e de busca por ordem influenciou a emergência de um trabalhismo que, ao mesmo tempo em que pretendia integrar o operariado à ordem nacional, evitava os riscos de revoluções e tumultos sociais – alinhando-se com a tradição positivista de preservar a ordem.

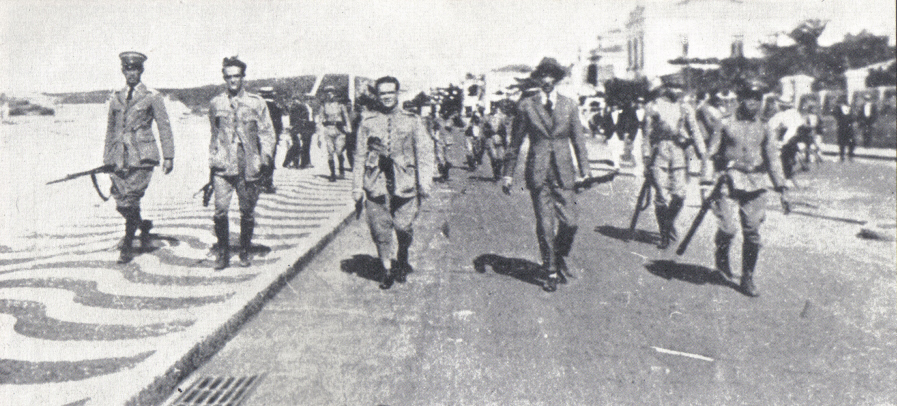
Revolta dos 18 do Forte de Copacabana, marco inicial do movimento tenentista.

Também, o movimento tenentista, formado por jovens oficiais do Exército insatisfeitos com as estruturas políticas da República Velha, reivindicou reformas e a modernização do Estado. Esse movimento foi decisivo na Revolução de 1930, que abriu caminho para a ascensão de Getúlio Vargas. Ao assumir o poder, Vargas articulou um projeto que sintetizava as influências anteriores – desde o castilhismo federalista e o nacionalismo de Oliveira Vianna até as demandas dos movimentos operários e as inquietações tenentistas –, consolidando um modelo de governo centralizador e intervencionista, que ficaria conhecido como trabalhismo, formalizado em 1945 com a fundação do PTB. 

## Teoria
O trabalhismo teve, por expoentes teóricos, Alberto Pasqualini e Santiago Dantas. Pasqualini rejeitou o socialismo e fez a defesa da economia de mercado, mas, inspirado pelo solidarismo católico, ainda que agnóstico na sua vida pública, considerou que todo lucro deve corresponder a um ganho social, chegando a utilizar o termo "capitalismo solidarista" como sinônimo de trabalhismo. Considerando a liberdade e a solidariedade os dois valores fundamentais de uma sociedade, enxergava a possibilidade de transformações sociais através da mudança de mentalidade, que seria possível pela política de educação pública.
As raízes do movimento trabalhista remete ao sindicalismo dos operários fabris, no começo do século XX, e o tenentismo dos anos 1920, movimento formado por oficiais militares de baixa patente que reivindicava o voto secreto, o sufrágio feminino e a reforma educacional.
Em 1929, os tenentistas juntaram-se à Aliança Liberal, que também contava com o apoio de Alberto Pasqualini, opondo-se à "República do café-com-leite", em que cafeicultores mineiros e paulistas alternavam-se na presidência. Formalmente, o trabalhismo começou propriamente em 1948, com a fundação do Partido Trabalhista Brasileiro sob a inspiração de Getúlio Vargas. Contudo, Pasqualini, senador pelo partido, e seus seguidores, chamados de "pasqualinistas", constituíram uma vertente sólida, de passado não-varguista, e crítica à figura de Getúlio. 
Durante as décadas de 1950 e 1960, o trabalhismo enveredou como a principal vertente da esquerda política moderada na política brasileira, atraindo setores e eleitores que não se identificavam nem com a direita nem com o comunismo. Nesse sentido, vale citar a definição de trabalhismo dada por Leonel Brizola, em um texto publicado durante a campanha para as eleições gerais no Brasil em 1958:
Entre outras coisas cumpre dizer que o trabalhismo é nacionalista, o comunismo é internacional; o comunismo é materialista, o trabalhismo se inspira na doutrina social cristã; o comunismo é a abolição da propriedade, o trabalhismo defende a propriedade dentro de um fim social; o comunismo escraviza o homem ao Estado e prescreve o regime de garantia do trabalho, o trabalhismo é a dignificação do trabalho e não tolera a exploração do homem pelo Estado nem do homem pelo homem; o comunismo educa para formar uma sociedade de formigas, o trabalhismo educa para o progresso, para a liberdade, para a elevação da pessoa humana. O comunismo existe onde pontifica o capitalismo reacionário e explorador e desaparece nas comunidades e países bem organizados sob o ponto de vista social e humano.
Ainda na década de 1960, o trabalhismo já experimentara cisões, como a do Movimento Trabalhista Renovador de Fernando Ferrari. A partir do fim da década de 1970, o Partido Trabalhista Brasileiro encontrou-se cindido politicamente, por grupos que disputaram o controle da sigla do PTB. Em 1980, por decisão do TSE, Ivette Vargas ganhou a disputa, e obteve o controle PTB, resultando na confluência dos trabalhistas de esquerda fundando o Partido Democrático Trabalhista, liderados por Leonel Brizola, e outros grupos menores se organizando no Partido Trabalhista do Brasil (PT do B) e no Partido Trabalhista Nacional (PTN), sendo ambos posteriormente renomeados em Avante e Podemos, além de setores do PSOL.